# Залужжя (Сяноцький повіт)
Залужжя, також Залуже, Залуж (пол. Załuż) — лемківське село в Польщі, у гміні Сянік Сяноцького повіту Підкарпатського воєводства.
Населення — 331 особа (2011).

## Історія
Згадується в першому ж наявному масиві документів — у 1433 р. Входило до Сяніцької землі Руське воєводства. В 1600 р. в селі була зведена церква.
1895 року село нараховувало 103 будинки і 662 мешканці (552 греко-католики, 91 римо-католик і 13 юдеїв), місцева греко-католицька парафія включала присілок Долини і село Війське та належала до Вільховецького деканату Перемишльської єпархії.
В 1936 р. була спільна для сіл Залужжя і Війське парафія з мурованою церквою у Війському, парафія включала також присілок Долини і налічувала 2126 парафіян та належала до Сяніцького деканату Апостольської адміністрації Лемківщини. Метричні книги велися від 1779 р. Також були читальня «Просвіти» і спортивне товариство «Луг».
На 1 січня 1939-го в селі з 1100 жителів було 900 українців, 180 поляків і 20 євреїв. Село належало до Сяніцького повіту Львівського воєводства.
12 вересня 1939 року німці окупували село, однак уже 26 вересня 1939 року мусіли відступити з правобережної частини Сяну, оскільки за пактом Ріббентропа-Молотова правобережжя Сяну належало до радянської зони впливу. 27.11.1939 постановою Верховної Ради УРСР село в ході утворення Дрогобицької області включене до Ліського повіту. Територія ввійшла до складу утвореного 17.01.1940 Ліськівського району (районний центр — Лісько). Наприкінці червня 1941, з початком Радянсько-німецької війни, словацька армія оволоділа селом, а територія знову була окупована німцями. 29 липня 1944 року радянські війська знову оволоділи селом. В березні 1945 року, у рамках підготовки до підписання Радянсько-польського договору про державний кордон зі складу Дрогобицької області правобережжя Сяну включно з Залужжям було передане до складу Польщі.
Після Другої світової війни українське населення було піддане етноциду. Частина переселена на територію СРСР в 1945-1946 рр. Родини, яким вдалось уникнути виселення, в 1947 році під час Операції Вісла були депортовані на понімецькі землі.
У 1975-1998 роках село належало до Кросненського воєводства.

## Демографія
Демографічна структура станом на 31 березня 2011 року:
|          | Загалом | Допрацездатний вік | Працездатний вік | Постпрацездатний вік |
| -------- | ------- | ------------------ | ---------------- | -------------------- |
| Чоловіки | 165     | 31                 | 118              | 16                   |
| Жінки    | 166     | 30                 | 92               | 44                   |
| Разом    | 331     | 61                 | 210              | 60                   |

## Пам’ятки
- Руїни радянських залізобетонних дзотів, які складали самостійний район оборони Залужжя і прикривав залізничний міст через Сян.
- Панський двір з XVII ст.